# Bikuspid aortaklaff
Bikuspid aortaklaff, (BAV), är ett medfött hjärtfel där aortaklaffen har två klaffblad (bikuspid) i stället för tre klaffblad (trikuspid), som är det normala. BAV är det vanligaste medfödda hjärtfelet och förekommer hos ungefär 1,3 procent av den vuxna befolkningen.
Det är aortaklaffen som är den klaff som vanligtvis blir felaktigt bikuspid även om fler av klaffarna kan behäftas med detta fel.

## Ärftlighet
Ärftlighet har förmodligen en stor betydelse, men det är okänt hur anlagen ärvs. Det går därför inte att räkna ut vem som ska födas med detta hjärtfel.

## Symtom
Med en bikuspid aortaklaff strömmar inte blodet lika obehindrat. Detta medför ökat slitage på klaffen, med små skador som följd. Detta leder till att ärrvävnad och förkalkningar bildas. Därigenom kan klaffbladen bli så styva att de inte längre öppnar sig fullt för blodet. De kan också förändras till formen så att blodet läcker tillbaka till hjärtat mellan hjärtslagen. 
När klaffen inte öppnar sig helt uppstår tryckskillnad mellan hjärtat och stora kroppspulsådern. Detta kallas aortastenos. Om blodet läcker tillbaka till hjärtat mellan hjärtslagen talar man om aortainsufficiens.
Bikuspida aortaklaffar ger inga symtom innan det utvecklats aortastenos eller aortainsufficiens. Symtomen är då andnöd vid ansträngning, bröstsmärtor, yrsel, tung andning och eventuellt svimningsanfall.

## Diagnos
Diagnosen ställs med ekokardiografi av hjärtat eller med magnetkamera. Detta är undersökningar som inte görs på friska personer och därför vet de flesta med bikuspida hjärtklaffar inte om tillståndet förrän komplikationer uppstår.
Om tillståndet kräver behandling är det bara operation med insättning av en ny klaff som kan bota tillståndet. När ingrepp genomförs i god tid, utan att hjärtat är allvarligt skadat, är framtidsutsikterna goda.